# Nazionale maschile di pallacanestro della Repubblica Dominicana
La nazionale di pallacanestro dominicana è la rappresentativa cestistica della Repubblica Dominicana ed è posta sotto l'egida della Federazione cestistica della Repubblica Dominicana.

## Piazzamenti

### Campionati del mondo
- 1978 - 12º
- 2014 - 13°
- 2019 - 16°
- 2023 - 14°

### Campionati americani
- 1984 - 9º
- 1989 - 6º
- 1993 - 9º
- 1995 - 7º
- 1997 - 9º

- 1999 - 7º
- 2003 - 8º
- 2005 - 6º
- 2009 - 5°
- 2011 -  3º

- 2013 - 4°
- 2015 - 6°
- 2017 - 7º

### Campionati centramericani
- 1969 - 5º
- 1971 - 4º
- 1973 - 7º
- 1975 - 4º
- 1977 -  1º

- 1981 - 5º
- 1985 - 6º
- 1987 - 4º
- 1989 - 5º
- 1993 - 4º

- 1995 -  2º
- 1997 -  3º
- 1999 -  3º
- 2001 - 5º
- 2003 -  2º

- 2004 -  1º
- 2006 - 5º
- 2008 -  3º
- 2010 -  2º
- 2012 -  1º

- 2014 -  3º
- 2016 -  3º

### Campionati caraibici
- 2007 -  2º

### Giochi panamericani
- 1979 - 9º
- 1983 - 9º
- 1999 - 6º
- 2003 -  2º

- 2011 - 4°
- 2015 - 4°
- 2019 - 4°
- 2023 - 6°

## Formazioni

### Campionati del mondo
Campionato mondiale maschile di pallacanestro 19784 Rozón, 5 Taveras, 6 Prince, 7 Mieses, 8 Muñoz, 9 Fradden, 10 Gómez, 11 Jones, 12 Royal, 13 Prats, 14 Leschorn, 15 Pérez,        All. Faisal Abel
Campionato mondiale maschile di pallacanestro 20144 Sosa, 5 Fortuna, 6 Coronado, 7 Liz, 8 Santana, 9 García, 10 Feldeine, 11 Vargas, 12 Sánchez, 13 Báez, 14 Ramón, 15 Martínez,        All. Orlando Antigua
Campionato mondiale maschile di pallacanestro 20191 Peña, 2 Mendoza, 5 Liz, 7 Rojas, 9 Suero, 11 Vargas, 13 Báez, 14 Ramón, 24 Solano, 33 Roberts, 41 J. García, 44 Montero,        All. Néstor García
Campionato mondiale maschile di pallacanestro 20232 Mendoza, 3 Montero, 4 Solano, 5 Liz, 9 Peña, 10 Feliz, 11 Vargas, 12 Delgado, 20 Suero, 23 Figueroa, 25 Quiñones, 32 Towns,        All. Néstor García

### Campionati americani
Torneo americano maschile di pallacanestro di qualificazione alle Olimpiadi 19844 Tapia, 5 Hansen, 6 Pérez, 7 Cruz, 8 Sánchez, 9 Domínguez, 10 Royal, 11 Muñoz, 12 Chacón, 14 Vargas, 15 McKelly,        All. Fernando Teruel
Campionato americano maschile di pallacanestro 19894 Payano, 5 Hansen, 6 Pérez, 7 Mercedes, 8 Vargas, 9 Domínguez, 10 Tapia, 11 Muñoz, 12 Cabrera, 13 Molina, 14 Gil, 15 Rodríguez,        All. Leandro de la Cruz
Campionato americano maschile di pallacanestro 19934 Baker, 5 Hansen, 6 Pérez, 7 Molina, 8 Chacón, 9 Mercedes, 10 Regús, 11 Muñoz, 12 Horford, 13 López, 14 Espinal, 15 Vargas,        All. Héctor Báez
Campionato americano maschile di pallacanestro 19954 Baker, 5 Aquino, 6 Ramírez, 7 Payano, 8 Vásquez, 9 Chacón, 10 Novas, 11 Martínez, 12 Horford, 13 López, 14 Vargas, 15 Western,        All. Osiris Duquela
Campionato americano maschile di pallacanestro 19974 Vásquez, 5 Almonte, 6 Ramírez, 7 Michel, 8 Paulino, 9 Mercedes, 10 Molina, 11 Gil, 12 Western, 13 Lenderborg, 14 Martínez, 15 Eusebio,        All. Miguel Cruzeta
Campionato americano maschile di pallacanestro 1999López, Ramírez, Peterson, Novas, Western, Paniagua, Martínez, Payano, Lenderborg, Greer, Vásquez, Baker, All. Miguel Cruzeta
Campionato americano maschile di pallacanestro 20034 Ramírez, 5 Paniagua, 6 Lalane, 7 Morbán, 8 Paulino, 9 Western, 10 Pichardo, 11 Payano, 12 Vargas, 13 Filión, 14 Ortega, 15 Peterson,        All. Héctor Báez
Campionato americano maschile di pallacanestro 20054 Ramírez, 5 M. Martínez, 6 Flores, 7 Turner, 8 Asselin, 9 Filión, 10 Arias, 11 García, 12 Vagas, 13 López, 14 Peterson, 15 J. Martínez,        All. Keith Smart
Campionato americano maschile di pallacanestro 20094 Coronado, 5 Morbán, 6 Peña, 7 L. Flores, 8 M. Martínez, 9 García, 10 Horford, 11 A. Flores, 12 Western, 13 Villanueva, 14 Greer, 15 J. Martínez,        All. Julio Toro
Campionato americano maschile di pallacanestro 20114 Sosa, 5 Villanueva, 6 Peña, 7 Flores, 8 Fortuna, 9 García, 10 Horford, 11 Guzmán, 12 Sánchez, 13 Báez, 14 Ramón, 15 Martínez,        All. John Calipari
Campionato americano maschile di pallacanestro 20134 Sosa, 5 Fortuna, 6 Coronado, 7 Greer, 8 Santana, 9 García, 10 Feldeine, 11 Vargas, 12 Towns, 13 Báez, 14 Ramón, 15 Martínez,        All. Orlando Antigua
Campionato americano maschile di pallacanestro 20154 Sosa, 5 Liz, 6 Mendoza, 7 Suero, 8 Santana, 9 F. García, 10 Feldeine, 11 Vargas, 12 Sánchez, 13 Báez, 14 Flores, 15 J.J. García,        All. Kenny Atkinson
Campionato americano maschile di pallacanestro 20171 Peña, 2 Mendoza, 3 Núñez, 4 Solano, 5 Liz, 6 Coronado, 7 Rojas, 8 Santana, 9 Suero, 10 de León, 12 Delgado, 30 Araújo,        All. Melvyn López
Campionato americano maschile di pallacanestro 20221 Suero, 3 Castillo, 7 Rojas, 8 Bautista, 9 Pérez, 10 Feliz, 12 Delgado, 15 Martínez, 24 Núñez, 25 Yan, 32 Rodríguez,        All. Melvyn López

### Campionati centramericani
Campionato centramericano maschile di pallacanestro 19694 Mon Nadal, 5 Prince, 6 Abel Hasbún, 7 Tejeda, 8 Vergés, 9 Prats, 10 Kranwinkel, 11 Martínez, 12 de la Cruz, 13 Zabetta, 14 Asmar, 15 Best,        All. Félix Aguasanta
Campionato centramericano maschile di pallacanestro 1971de la Cruz, Duquela, Kranwinkel, Monegro, Mora, Prince, Quezada, Rancier, Romero, Rozón, Taveras, Tejeda, Vergés, All. Máximo Vázquez
Campionato centramericano maschile di pallacanestro 1973Batista, Cotes, de la Cruz, Espaillat, Leschhorn, Martínez, Prats, Prince, Quezada, Rozón, Taveras, Tejeda, All. Humberto Rodríguez
Campionato centramericano maschile di pallacanestro 1975Cabrera, Cotes, Gómez, Leschorn, Monegro, Muñoz, Prats, Prince, Rozón, Sibilio, Tejeda, Tolentino, All. Humberto Rodríguez
Campionato centramericano maschile di pallacanestro 1977Báez, Cabrera, Chacón, Gómez, Mieses, Muñoz, Pérez, Prats, Prince, Rozón, Sibilio, Tejeda, All. Humberto Rodríguez
Campionato centramericano maschile di pallacanestro 1981Domínguez, Gerónimo, Gómez, Hansen, Leschhorn, Mieses, Monegro, Muñoz, Pérez, Prats, Rodríguez, Royal, All. Osiris Duquela
Campionato centramericano maschile di pallacanestro 1985Abad, Báez, Domínguez, Mercedes, Hansen, Molina, Muñoz, Peguero, Pérez, Prats, Sánchez, Tapia, All. Fernando Teruel
Campionato centramericano maschile di pallacanestro 1987Chacón, de la Rosa, Domínguez, Hansen, McKelly, Mieses, Molina, Muñoz, Pérez, Prats, Rodríguez, Tapia, All. Leandro de la Cruz
Campionato centramericano maschile di pallacanestro 1989Abreu, Domínguez, Espinal, Gil, Hansen, Madrigal, Martínez, Mercedes, Muñoz, Payano, Pérez, Tapia, All. Leandro de la Cruz
Campionato centramericano maschile di pallacanestro 1993Baker, Espinal, Gil, Horford, Mercedes, Molina, Muñoz, Pérez, Regús, Santos, Tapia, Vargas, All. Sergio Abreu
Campionato centramericano maschile di pallacanestro 1995Antigua, Baker, Espinal, López, Mercedes, Michel, Muñoz, Peterson, Ramírez, Santos, Vargas, Vásquez, All. Moncho Monsalve
Campionato centramericano maschile di pallacanestro 1997Almonte, Antigua, Eusebio, Gil, Lenderborg, Martínez, Paulino, Ramírez, Sánchez, Valdez, Vásquez, Western, All. Miguel Cruceta
Campionato centramericano maschile di pallacanestro 1999Baker, Feliciano, Flores, Greer, Lenderborg, Martínez, Novas, Paniagua, Peterson, Ramírez, Vásquez, Western, All. Boyón Domínguez
Campionato centramericano maschile di pallacanestro 2001Filión, Flores, Gillespie, Horford, Lenderborg, Martínez, Paniagua, Payano, Peterson, Ramírez, Valdez, Western, All. Boyón Domínguez
Campionato centramericano maschile di pallacanestro 20034 Ramírez, 5 Paniagua, 6 Flores, 7 Lalane, 8 Filión, 9 Western, 10 M. Martínez, 11 Payano, 12 Vargas, 13 Lenderborg, 14 J.C. Martínez, 15 Peterson,        All. Héctor Báez
Campionato centramericano maschile di pallacanestro 20044 Ramírez, 5 Paniagua, 6 Turner, 7 Arias, 8 M. Martínez, 9 Soliver, 10 Charles, 11 Payano, 12 Lalane, 13 Filión, 14 J.C. Martínez, 15 J. Martínez,        All. Boyón Domínguez
Campionato centramericano maschile di pallacanestro 20064 Soliver, 5 Peña, 6 Lalane, 7 Turner, 8 Ramírez, 9 Western, 10 M. Martínez, 11 Fortuna, 12 Almonte, 13 Filión, 14 Guzmán, 15 J. Martínez,        All. Boyón Domínguez
Campionato centramericano maschile di pallacanestro 20084 Ozuna, 5 Morbán, 6 Fortuna, 7 Peña, 8 Arias, 9 Western, 10 Horford, 11 García, 12 Flores, 13 Sandoval, 14 Báez, 15 Martínez,        All. Scott Roth
Campionato centramericano maschile di pallacanestro 20104 Guerrero, 5 Morbán, 6 Paniagua, 7 Fortuna, 8 Montas, 9 Peña, 10 Arias, 11 Guzmán, 12 Western, 13 Villanueva, 14 Filión, 15 Martínez,        All. Eric Musselman
Campionato centramericano maschile di pallacanestro 20124 Fermín, 5 Asselin, 6 Coronado, 7 Suero, 8 Fortuna, 9 García, 10 Horford, 11 Guzmán, 12 Towns, 13 Báez, 14 Soliver, 15 Martínez,        All. John Calipari
Campionato centramericano maschile di pallacanestro 20144 Maye, 5 Fortuna, 6 Coronado, 7 Suero, 8 Santana, 9 Peña, 10 Liz, 11 Vargas, 12 de León, 13 Sánchez, 14 Roberts, 15 Guzmán,        All. José Mercedes
Campionato centramericano maschile di pallacanestro 20161 Peña, 2 Mendoza, 3 Núñez, 5 Liz, 6 Coronado, 7 Rojas, 9 Suero, 10 de León, 11 Vargas, 12 Delgado, 14 García, 24 Solano,        All. Melvyn López

### Campionati caraibici
Campionato caraibico maschile di pallacanestro 2002J. Greer, Flores, R. Greer, J.C. Martínez, Lenderborg, Peterson, Paniagua, C. Martínez, Filión, Ramírez, Ortega, Lalane, All. Boyón Domínguez
Campionato caraibico maschile di pallacanestro 20074 Ozuna, 5 Fortuna, 6 Morbán, 7 L. Martínez, 8 Mejía, 9 Western, 10 Ramírez, 11 Guzmán, 12 Sanders, 13 Báez, 14 Almonte, 15 J. Martínez,        All. -

### Giochi panamericani
Pallacanestro maschile agli VIII Giochi panamericaniBerson, Chacón, Fradden, Gómez, Jones, Mieses, Muñoz, Pérez, Prats, Royal, Rozón, Taveras, All. Alejandro Tejeda
Pallacanestro maschile ai IX Giochi panamericani4 Hansen, 5 Báez, 6 Pérez, 7 Sánchez, 8 McKelly, 9 de la Rosa, 10 Cruz, 11 Muñoz, 12 Royal, 13 Prats, 14 Chacón, 15 Rodríguez,        All. Pedro Curiel
Pallacanestro maschile ai XIII Giochi panamericaniFlores, Lalane, Lenderborg, Michel, Molina, Monegro, Peterson, Romer, Sánchez, Suárez, All. Boyón Domínguez
Pallacanestro maschile ai XIV Giochi panamericaniVargas, Western, Payano, Paniagua, Ramírez, Pichardo, Filión, Flores, Martínez, Morbán, Greer, García, All. Héctor Báez
Pallacanestro maschile ai XVI Giochi panamericani4 Coronado, 5 Liz, 6 L. Guzmán, 7 Soliver, 8 J. Montás, 9 Peña, 10 Acosta, 11 E. Guzmán, 12 Ozuna, 13 Encarnación, 14 C. Montás, 15 Martínez,        All. Phil Hubbard
Pallacanestro maschile ai XVII Giochi panamericani4 Dicent, 5 Fortuna, 6 Acosta, 7 Mendoza, 8 Santana, 9 Feliz, 10 Suero, 11 Guzmán, 12 Delgado, 13 Stockley, 14 Morillo, 15 García,        All. José Mercedes
Pallacanestro maschile ai XVIII Giochi panamericani0 Francis, 1 Peña, 3 Figueroa, 4 Solano, 7 Rojas, 8 Townes, 9 Suero, 10 de León, 11 Vargas, 15 Martínez, 40 Santos, 44 Montero,        All. Néstor García
Pallacanestro maschile ai XIX Giochi panamericani0 Peña, 1 Suero, 4 Solano, 7 Castillo, 8 Bautista, 9 Dicent, 14 Simon, 23 Francis, 24 Pérez, 30 Araujo, 35 Guerrero, 40 Ferreiras,        All. Néstor García

### Giochi centramericani e caraibici
Pallacanestro maschile ai XXIV Giochi centramericani e caraibici0 Peña, 1 J. Suero, 2 Mendoza, 3 J. Montero, 4 Solano, 5 Liz, 10 Feliz, 20 G. Suero, 30 Araujo, 35 Guerrero, 40 Santos, 44 L. Montero,        All. Néstor García